# Dylan DeMelo
Dylan DeMelo (London, Ontario, 1 de mayo de 1993), apodado Dems, Melo, Mel o Dog, entre otros, es un jugador profesional canadiense de hockey sobre hielo que se desempeña en la posición de defensor derecho en Winnipeg Jets, equipo de la National Hockey League (NHL).

## Carrera
Fue seleccionado en la sexta ronda en la NHL Entry Draft de 2011. En 2015 hizo su debut profesional con el equipo San Jose Sharks, en el cual jugó tres temporadas (2015-2018), después pasó a Ottawa Senators (2018-2019), luego a Winnipeg Jets, donde lleva jugando cinco temporadas.